# Moped Show
Moped Show (1978 - 2008) (tudi Moped šou oz. Moped šov) je bila kultna satirično-humoristična radijska oddaja in občasno tudi predstava.
Oddaja se je začela leta 1978 na Radiu Ljubljana kot radijska oblika humorističnih strani Nedeljskega dnevnika imenovanih Butique, ki jih je od leta 1970 ustvarjal Tone Fornezzi.
Najbolj znana je v postavi: Tone Fornezzi - Tof, Janez Hočevar - Rifle, Martin Žvelc, Marjan Kralj, Marta Pestator, Simona Vodopivec in Branko Ivanc ter v režiji Koksa Bellottija.
Pogosto so sodelovali tudi drugi igralci in voditelji, na primer: Maja Boh, Tone Gogala. Majda Grbac, Brane Dmitrovič, Franc Košir, Dušan Uršič, Gojimir Lešnjak, Roman Končar in Rado Časl
'Hišna' glasbena skupina oddaje je bila 12. nadstropje Martina Žvelca.
V času največje popularnosti so pogosto uprizarjali tudi predstave Moped Show, najpogosteje sindikalnega tipa za večja podjetja, največja predstava je bila v razprodani Hali Tivoli. V tistem obdobju naj bi oddajo poslušalo več kot milijon poslušalcev.
Po tem ko je bila oddaja 1999 po dobrih 20 letih umaknjena z valov Radia Slovenija, je bilo nekaj poskusov oživljanja na komercialnih radijskih postajah, neuspešno pa so poskusili tudi s TV oddajo. Zadnje desetletje je ideja Moped Showa živela predvsem preko skečev na raznih prireditvah v organizaciji Nedeljskega dnevnika.
Moped Show se je uradno poslovil 29. novembra 2008 s predstavo v Športni dvorani v Medvodah, čeprav so se 2012 še vrnili na nekaj predstavah Moped show v ŽIVO.

## Skeči in predstave na zvočnih nosilcih
- 1983 kaseta The prima best of Moped show von Val 202 (The Best Of Moped Show) (ZKP RTV Ljubljana KD 0697)
- 1987 kaseta The fejst of Moped Show II. (The Best Of Moped Show II.) (ZKP RTV Slovenija KD 1598)
- 1989 kaseta Moped Show s polento (Droga Portorož)
- 1993 kaseta Veleproslava ob 15 letnici Moped showa (15 let Moped showa v živo) (ZKP RTV Slovenija KD 2253)
- 1999 CD s songi in skeči Moped Showa ReTOFspektiva (posebna izdaja ob 20 letnici Moped Showa in 30 letnici Boutiqua kar tako) ZKP RTV Slovenija